# Bothrorrhina ochreata
Bothrorrhina ochreata är en skalbaggsart som beskrevs av Hippolyte Louis Gory och Achille Rémy Percheron 1835. Bothrorrhina ochreata ingår i släktet Bothrorrhina och familjen Cetoniidae. Inga underarter finns listade.